# Línea Roja (Metro de Boston)
La línea Roja (en inglés: Red line) es una de las cuatro líneas de tránsito rápido del Metro de Boston. El sistema consiste en 12 estaciones y es operado por la Autoridad de Transporte de la Bahía de Massachusetts o BMTA por sus siglas en inglés. La línea se extiende de norte a sur desde la estación Alewife en Cambridge, Massachusetts pasando por el centro de Boston hasta dividirse al llegar a la Estación JFK/UMass, donde un ramal provee servicio hasta la Estación Braintree y  el otro ramal a la estación Ashmont en Malden, Massachusetts. La línea fue inaugurada en 1912. Una conexión a la línea de Alta Velocidad Ashmont–Mattapan se extiende por el ramal Ashmont para llegar a la estación Mattapan. El coste regular es de $1.70 si se usa la tarjeta CharlieCard o $2.00 si se usa efectivo sin importar el punto de transbordo.

## Ruta actual

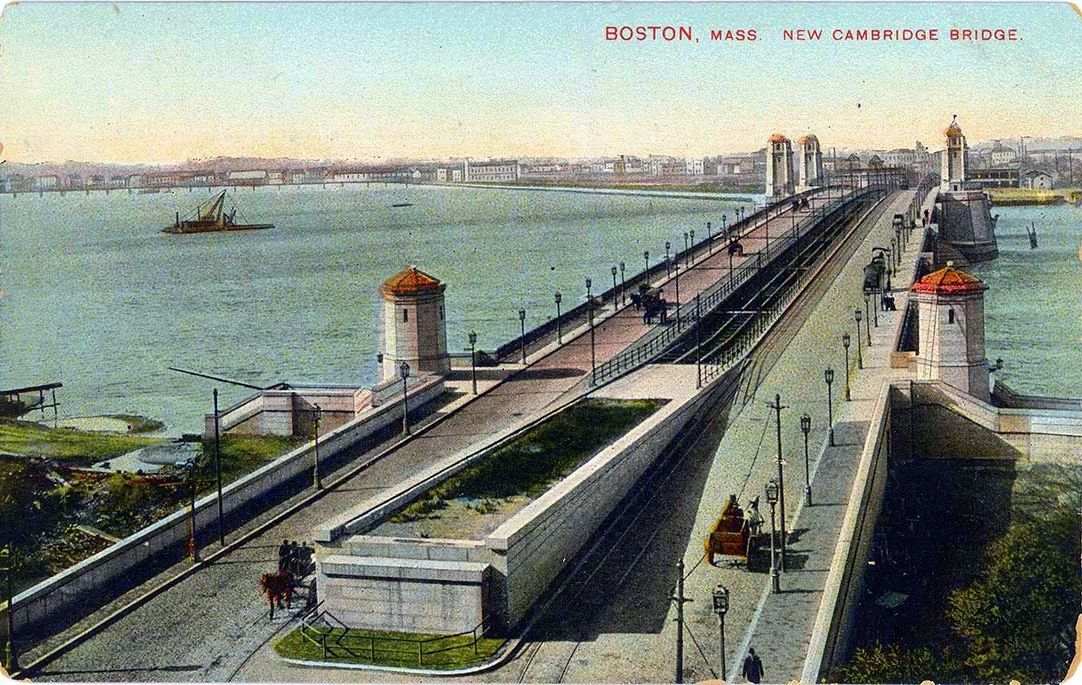
El nuevo Puente Cambridge (ahora Longfellow) desde Boston. Nótese el derecho de vía en el centro.

La línea roja fue la última de las cuatro líneas originales del metro de Boston (Verde, Naranja, Azul) en ser construidas. La sección de la estación Harvard y Eliot Yard conecta a Park Street y al Túnel de la Calle Tremont que abrió el 23 de marzo de 1912. En Harvard, un estación de prepago fue proporcionada para una fácil transferencia a las rutas de tranvías que operaban en un túnel por separado (en la actualidad el Túnel de Autobuses de Harvard). Para la apertura de la línea se requirió la construcción del túnel de Cambridge, justo debajo de la avenida de Massachusetts y  Main Street desde Harvard en el (ahora histórico) Puente Longfellow. La línea anteriormente ocupaba el derecho de vía en el centro del puente. Por el lado de Boston del puente, la línea brevemente se transformaba en una línea de ferrocarril elevado, levantándose sobre Charles Circle y conectándose a otro túnel excavado a través de Beacon Hill  hacia Park Street. Otras extensiones (construido como el túnel de Dorchester) a la Calle Washington y South Station abrieron el 4 de abril de 1915 y el 3 de diciembre de 1916, con transferencias al túnel de la Calle Washington y Avenida Atlantic Elevada, respectivamente. Otras extensiones abrieron hacia Broadway el 15 de diciembre de 1917 y Andrew el 29 de junio de 1918, ambas son estaciones de prepago para hacer transferencias de tranvía. La estación Broadway incluía un segundo piso e incluía su propio túnel para tranvías, abandonada en 1919 debido a que la mayoría de las líneas truncaban en Andrew. Actualmente el segundo piso forma parte del entrepiso.
Durante las tormentas de nieve, la MBTA corre un tren vacío durante las horas sin servicio para mantener las vías de ferrocarril limpias.